# Reczyca (dopływ Iny)
Reczyca (Reczek, Ognica) – struga, prawobrzeżny dopływ Iny o długości 16,79 km.
Struga płynie w województwie zachodniopomorskim, na terenie gminy Suchań (niewielki fragment przez gminę Dobrzany), w południowej części Pojezierza Ińskiego oraz w północnej Pojezierza Choszczeńskiego. Wypływa z Jeziora Sierakowskiego, na północny wschód od miejscowości Modrzewo łączy się z Kanałem Ognica, którego obszar źródłowy jest na podmokłych terenach w kierunku północnym od Błotna. Struga przepływa przez Suchań, gdzie w średniowieczu nawadniała fosę zamkową. Napędzała również młyny wodne (dwa w Suchaniu, jeden w przysiółku Zastawie).
Przed II wojną światową ciek nosił nazwę Krebs Bach. Rozporządzeniem Ministra Administracji Publicznej z dnia 11 lutego 1949 r. zmieniono ją na Reczyca. 
Część źródeł nazwą Reczyca (lub Reczek) określa również ciek zasilający Jezioro Sierakowskie na wschodnim brzegu.